# Ursula Fricker
Ursula Fricker (* 13. November 1965 in Schaffhausen) ist eine Schweizer Schriftstellerin.

## Leben
Ursula Fricker absolvierte eine Schauspielerausbildung und war in der Sozialarbeit tätig. Sie war Mitbegründerin von Jugendtheatergruppen in Bern und Berlin und  u. a. tätig als Mitarbeiterin der Süddeutschen Zeitung und der Aargauer Zeitung. Daneben veröffentlichte sie literarische Arbeiten in verschiedenen Schweizer und deutschen Zeitschriften. 1999 nahm sie am
Ingeborg-Bachmann-Wettbewerb in Klagenfurt teil. Sie lebt heute in der Nähe von Berlin.
Ursula Fricker ist Verfasserin von erzählerischen Werken und Reportagen.
Ursula Fricker wurde 1997 mit dem Alfred-Döblin-Stipendium der 
Berliner Akademie der Künste sowie 2004 mit dem Preis der 
Schweizerischen Schillerstiftung ausgezeichnet.
2012 wurde Ursula Fricker für ihren Roman Außer sich für den Schweizer Buchpreis nominiert.

## Werke
- Fliehende Wasser. Roman. Pendo, Zürich 2004, ISBN 3858425753.
- Das letzte Bild. Roman. Rotpunktverlag, Zürich 2009, ISBN 978-3-85869-400-3.
- Außer sich. Roman. Rotpunktverlag, Zürich 2012, ISBN 978-3-85869-470-6.
- Lügen von gestern und heute. Roman. dtv, München 2016, ISBN 978-3-423-28073-0.
- Gesund genug, Roman, Zürich: Atlantis Verlag, 2022